# Sassoferrato
Sassoferrato és una ciutat i comune de la província d'Ancona a la regió de Marques d'Itàlia. El 2017 tenia 7.177 habitants.
Al sud de la ciutat hi ha les ruïnes de l'antic Sentínum, a la Via Flamínia. El castell del poble s'esmenta des del segle XI; la ciutat pertanyia a la Casa d'Este des de 1208, i més tard a la família Atti, convertint-se en un municipi lliure el 1460, després de l'assassinat de Luigi degli Atti.
Sassoferrato limita amb els municipis d'Arcevia, Fabriano, Genga, Serra Sant'Abbondio, Pergola (PU), Costacciaro (PG, Umbria) i Scheggia e Pascelupo (PG, Úmbria).
Entre els fills il·lustres del municipi hi ha el jurista Bàrtolo de Sassoferrato (1313–1359), l'humanista Niccolò Perotti (1430–1480) o el pintor barroc Giovanni Battista Salvi (1609–1685).